# Тощевикова, Зинаида Ивановна
Зинаида Ивановна Тощевикова (15 мая 1930, Зимницы, Западная область — 13 августа 2013) — доярка совхоза «Удмуртский» Сарапульского района Удмуртской АССР. Герой Социалистического Труда.

## Биография
Родилась 15 мая 1930 года в селе Зимницы Хиславичского района (ныне — Смоленской области) в крестьянской семье. Русская. Член КПСС с 1974 года. Рано осталась без родителей, которых расстреляли фашисты.
После Великой Отечественной войны переехала к родственникам в Удмуртскую Республику и в 1950 году поступила на работу в совхоз «Удмуртский». Работала 23 года дояркой, затем — бригадиром дойного стада. Первой в совхозе и Сарапульском районе добилась надоя в 3000 кг молока от каждой коровы. В те времена это было отличным достижением.
Задание восьмой пятилетки она выполнила за четыре года, надоив от закреплённой за ней группы коров 358 тонн молока вместо 300, предусмотренных планом. Себестоимость одного центнера молока составила 11 рублей 72 копейки при среднесовхозной 16 рублей 17 копеек.
Указом Президиума Верховного Совета СССР от 22 марта 1966 года за достигнутые успехи в развитии животноводства, увеличении производства и заготовок молока и другой сельскохозяйственной продукции Тощевиковой Зинаиде Ивановне присвоено звание Героя Социалистического Труда с вручением ордена Ленина и золотой медали «Серп и Молот».
С апреля 1976 года работала в мясном животноводстве. Уже в первый год после смены профессии добилась отличного результата, получив ежесуточные привесы в стаде из почти 100 животных по 1120 г. Весь сданный ею скот имел высшую упитанность и среднюю массу более 400 кг. В дальнейшем добилась ежесуточного привеса более 1200 грамм.
Перешла на выращивание племенного скота — откармливала быков, которых продавали в соседние хозяйства и другие районы Удмуртской Республики.
З. И. Тощевикова трудилась по безнарядной системе. Ей доверялось самостоятельно определять технологические процессы на ферме. Тщательное соблюдение кормового рациона, использование кормовых добавок, сухое, чистое помещение, отсутствие сквозняков — всем этим она добивалась высоких результатов.
Постоянно следила за здоровьем каждого животного, немедленно принимая меры при потере аппетита или признаках заболевания. Её достижения демонстрировались на ВДНХ СССР, принеся ей серебряную медаль. Систематически она повышала свою квалификацию и передавала свой опыт и мастерство молодым животноводам.
Являлась депутатом Верховного Совета РСФСР, делегатом XIV съезда профсоюзов, неоднократно избиралась депутатом районного Совета.
Награждена орденами Ленина, Октябрьской Революции, медалями, в том числе медалью «За доблестный труд. В ознаменование 100-летия со дня рождения В. И. Ленина», знаками «Победитель социалистического соревнования» 1976 и 1977 годов, «Ударник десятой пятилетки».
Умерла 13 августа 2013 года. В некрологе написано 

21.08.2013 Совет депутатов и Администрация МО «Сарапульский район» выражают глубокое соболезнование родным и близким по поводу смерти Почетного гражданина Сарапульского района, Героя Социалистического труда Зинаиды Ивановны Тощевиковой.
Зинаида Ивановна 45 лет непрерывно трудилась в сельском хозяйстве, с 1950 по 1985 годы работала дояркой, бригадиром дойного стада, телятницей совхоза «Удмуртский» Сарапульского района. Неоднократная участница ВДНХ СССР, избиралась депутатом Верховного Совета РСФСР (1971г.), делегатом 14-го съезда профсоюзов (1968г.). Награждена орденом Ленина в 1966г., орденом Октябрьской Революции в 1973г., медалью «Серп и Молот», Серебряной медалью за достигнутые успехи в развитии народного хозяйства СССР в 1980г., медалью «Ветеран Труда» в 1985г.
Имя Зинаиды Ивановны Тощевиковой навсегда останется в истории Сарапульского района как высокопрофессионального работника, великой труженицы и замечательного человека. Светлая ей память.— 